# خاویر هرنان گارسیا
خاویر هرنان گارسیا (انگلیسی: Javier Hernán García؛ زادهٔ ۲۹ ژانویهٔ ۱۹۸۷) بازیکن فوتبال و دروازه‌بان اهل آرژانتین است. از باشگاه‌هایی که در آن بازی کرده است می‌توان به بوکا جونیورز اشاره کرد. او همچنین در تیم ملی فوتبال آرژانتین بازی کرده است.